# Danijay
Danijay (született Daniele Zaffiri, 1977. április 19.) olasz Italo dance DJ és előadóművész. Danijay karrierje Genovában kezdődött 1994-ben mint DJ és 2003-ban mint producer. Első kislemeze, a "Il Giocco dell’Amore" (A szerelem játéka) 2003-ban jelent meg, és Európa-szerte a dance-t játszó rádiók közkedvelt slágere, illetve az év egyik legjobban fogyó dance kislemeze lett. 
Második kislemeze, az "I Fiori di Lillà" (Az orgonavirágok) Alberto Fortis énekes-dalszerző közreműködésével készült és az olasz Passa Parola kvízműsorban is lejátszották. 2004-ben jelent meg a harmadik kislemeze, a “Luna Nera” (Fekete hold), ezt követte 2005-ben a “Say Me” és a “Condition”, mindkettő bekerült az olaszországi nagyáruházak (fnac, Ricordi stb.) top 10-es lemezeladási listájába. 2005-ben a "L’Impazienza" (Türelmetlenség) című száma képviselte Olaszországot a Eurodanceweb Award-on, második helyezést elérve, és több mint 700,000-en töltötték le egy hónap leforgása alatt, továbbá megtartotta listavezető helyét az olasz dance rádióhálózaton, az M2O-n. Danijay első albuma, a Dance and Breakfast a Universal kiadónál jelent meg. Később megjelent a New Music International és a Reactor kiadónál is. 2006 decemberében kiadott egy karácsonyi kislemezt "Time 4 Xmas" címmel.
Luca Zeta-val dolgozott a Dance Passion Volume 1 (2006) válogatáslemezen, az azt követő Dance Passion Volume 2-n (2007) és a Dance Passion Volume 3-on (2008) is. DJ Provenzano-val összedolgozott a "Catch Me" és a "Ride the Way" számoknak az elkészítésekor. 2008 júniusában érkezett meg a forradalmi második album, aminek az elkészítésén jó pár hónapig dolgozott a csapat. A Plug & Play tartalmazza a megjelenés előtti két év munkáját: 31 dal szerepel rajta egy új, innovatív koncepcióval. Első ízben egy audio-videolejátszót is terveztek hozzá CD helyett, a lehető legváltozatosabb tartalommal.

## Live set
Danijay egy modern keverőpultot használ. A legnépszerűbb klubokban szokott fellépni, Olaszországban, Spanyolországban, Franciaországban, Szlovéniában, Németországban és Ausztriában. A DJ szettjeit az ösztönösség és a műszaki pontosság jellemzi, míg erőteljes, érzelemdús élő show-iban a keverőtehetségét ötvözi a jó hangú énekeseinek a szakértelmével. 

## A csapat
Axel (Alessio Gorziglia) énekes, szerző, grafikus, informatikus. Először a Luna Nera-ban énekelt 2004-ben, majd a L’Impazienza-ban és az Encanto-ban, a legismertebbeket kiemelve. Még a Plug & Play albumon is számos dal az ő hangján szólal meg. Az évek során dalszövegek és dallamok írásával segített a csapatnak. A Dance & Breakfast után egyre többet dolgozott velük, és tehetségét a grafikai tervezésben kamatoztatta, aktívan vett részt a kislemezek, albumok borítójának, képeslapok, illetve a honlap tervezésében. Axel informatikából diplomázott és ugyanezen a területen hozzájárult a Plug & Play honlapjának, fórumának és a technológiájának az elkészítéséhez.
Henry (Marcello Enrico Bellanti) szerző, zeneszerző, rendező, énekes, informatikus. Amellett, hogy létrehozta és kidolgozta a dalokat, külön figyelmet fordított a dalok elemeinek az összhangzására. Henry számos dalnak az énekese (esetenként szólóban is) mint például a Say Me, Turn Around, The Sound of Love, Luna Nera (élő verzió), Back 2 U, Ride a Girl, Angel, Ritmo D’Effetto, és nem utolsósorban a Catch Me-ben tűnik fel,  ahol fütyül. Informatikából diplomázott, az évek során közreműködött grafikai szakterületen, egyebek mellett az ő munkája az oldal fényképészeti része és néhány Plug & Play poszter elkészítése.
Eddy (Edoardo Bellanti): videografikus, grafikus, gitáros, számítástechnikai- és kommunikációs szakember. Munkája magában foglalja a video-, weboldal-, illetve a grafikai kivitelezést és kidolgozást, főként 3D-ben. A Dance & Breakfast albumban megmutatta gitárszenvedélyét a The Sound of Love című dalban, majd folytatta játékát olyan számokban, mint a Catch Me, a Right or Wrong - Danijay remix, az Until the Morning és a Quando Piove. Eddy kommunikáció szakon végzett, és a Plug & Play megjelenésekor a meglévő promóciós- és marketing szaktudását használta fel az album weboldalának elkészítésekor.
Ayla (Monica Paola Burattini) fordító, PR menedzser Olaszországban és külföldön. Fordító szakember, a szövegek megfogalmazásában és fordításában vállalt szerepet. A Plug & Play album elkészítése során ő volt a felelős a külföldi beszállítók összeköttetéséért és hozzájárult a webáruház elkészítéséhez.

## Kislemezek
- Il Gioco dell'Amore (2003)
- I Fiori di Lillà (1 Dec 2003)
- Luna Nera (21 Jun 2004)
- Say Me / Condition (18 Apr 2005)
- L'Impazienza
- Encanto (2006)
- Time 4 Xmas (2007)

## Albumok
- 2006 - Dance and Breakfast
- 2008 - Plug & Play

## Külső hivatkozások
- Discogs (partial) discography (Elérés 2007. január 16.)
- Hivatalos oldal (Elérés 2007. január 16.)

## Fordítás
- Ez a szócikk részben vagy egészben  a   Danijay című angol Wikipédia-szócikk fordításán alapul.  Az eredeti cikk szerkesztőit annak laptörténete sorolja fel. Ez a jelzés csupán a megfogalmazás eredetét és a szerzői jogokat jelzi, nem szolgál a cikkben szereplő információk forrásmegjelöléseként.